# Banco (pesci)
Un banco in biologia corrisponde a un gruppo di pesci che vivono e nuotano insieme per ragioni sociali, muovendosi in maniera coordinata.

Circa un quarto delle specie esistenti di pesci vive in banchi, mentre almeno la metà delle specie prevede un periodo più o meno lungo di vita in banco. 

In lingua inglese vengono utilizzati due termini diversi per indicare un banco, a seconda del tipo di nuoto dei pesci:
- il termine shoal indica un banco piuttosto disperso che però si raggruppa in caso di necessità
- il termine school descrive un gruppo di pesci che si muovono sempre in modo coordinato

I pesci traggono molti benefici da questo comportamento, come la difesa contro i predatori (una più facile rilevazione della presenza di un predatore e la riduzione delle possibilità di una cattura individuale), un maggior successo nella ricerca del cibo e un più alto successo nella ricerca di un partner sessuale, oltre a percettibili vantaggi nel nuoto, migliorando l'efficienza idrodinamica.

## Interazioni sociali
Alcuni esperimenti hanno dimostrato che i singoli pesci rimossi da un banco presentano una frequenza respiratoria superiore a quella riscontrata durante la loro presenza nel banco. Questo effetto è stato attribuito allo stress: essere parte di un banco con conspecifici risulta essere un calmante e quindi una potente motivazione sociale per rimanere nel gruppo: è il caso delle Aringhe (Clupea harengus), che diventano molto agitate se isolate dalle conspecifiche. A causa di questo istinto i pesci di banco sono raramente ospitati in acquario poiché poco adatti a uno stile di vita sempre in movimento: soltanto alcuni grandi acquari pubblici possono permettersi di ospitare piccole specie di banco in grosse vasche.

## Descrizione e composizione
Risulta molto difficile osservare e descrivere la struttura tridimensionale dei banchi di pesci a causa del gran numero di esemplari coinvolti: gli studi sono effettuati grazie a recenti progressi nell'utilizzo di ecoscandagli e radar già utilizzati per la pesca. 

I parametri che definiscono un banco di pesci sono:
- grandezza: il numero di pesci presenti nel banco. Per la pesca vengono usate tecniche di telerilevamento in prossimità della piattaforma continentale al largo della costa orientale del Nord America, in modo da localizzare grossi banchi di aringhe, Stenotomus chrysops e merluzzi: questi rilevamenti permettono di studiare banchi composti da milioni di esemplari ed estesi per molti chilometri[5].
- densità: questo valore si ottiene dividendo il numero di esemplari per il volume occupato dal banco, ma non è un valore costante in tutte le parti dello stesso. Solitamente si ha una densità di circa un esemplare per il cubo della lunghezza del corpo della specie formante il banco[6].
- polarità: descrive la misura in cui i pesci sono tutti rivolti nella stessa direzione. Per determinare questo parametro viene misurato l'orientamento medio di tutti gli animali nel gruppo: per ciascun animale viene calcolata la differenza angolare tra il suo orientamento e quello dell'intero banco: la media di queste differenze è la polarità[7].

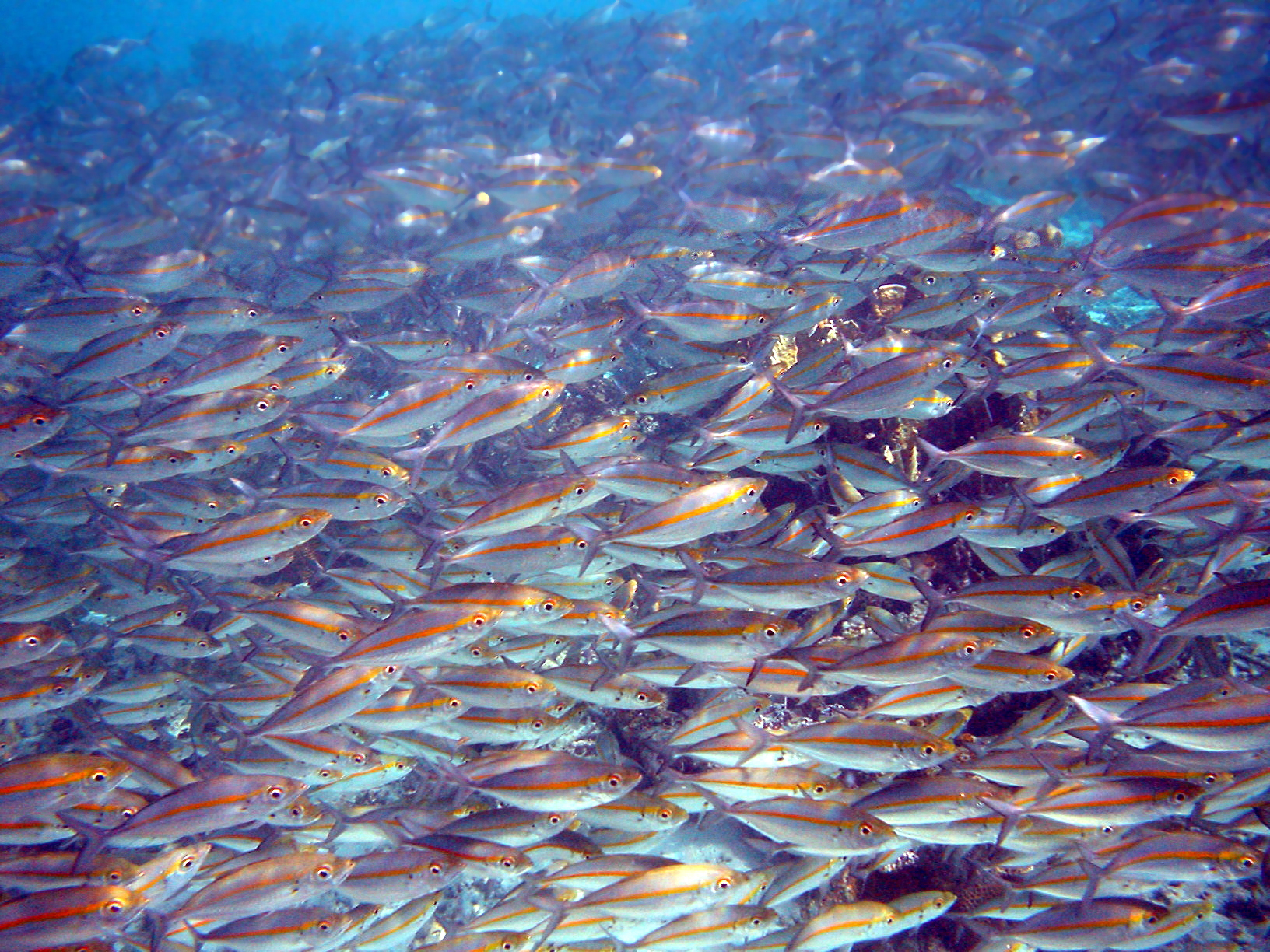
Alta densità
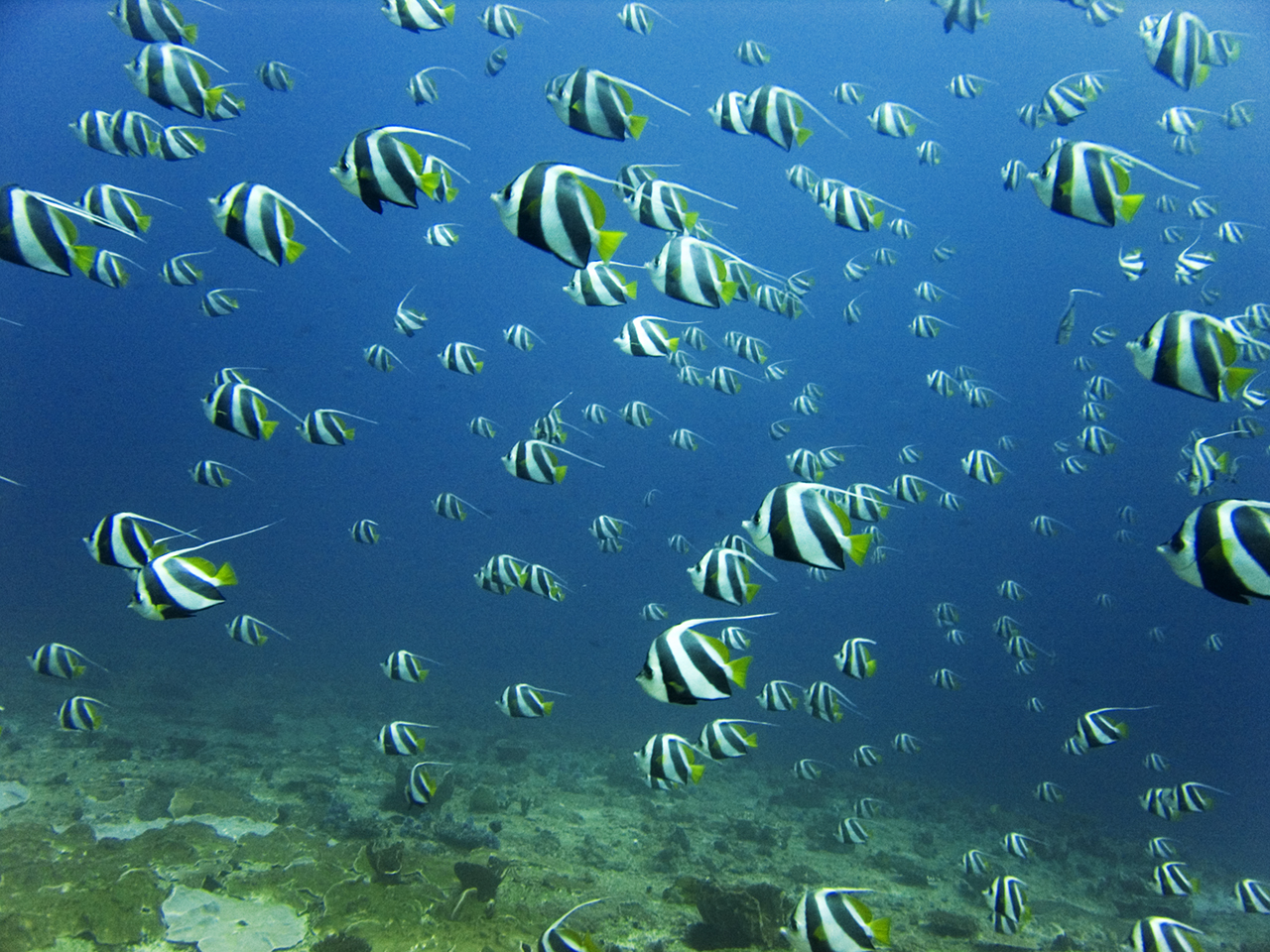
Bassa densità
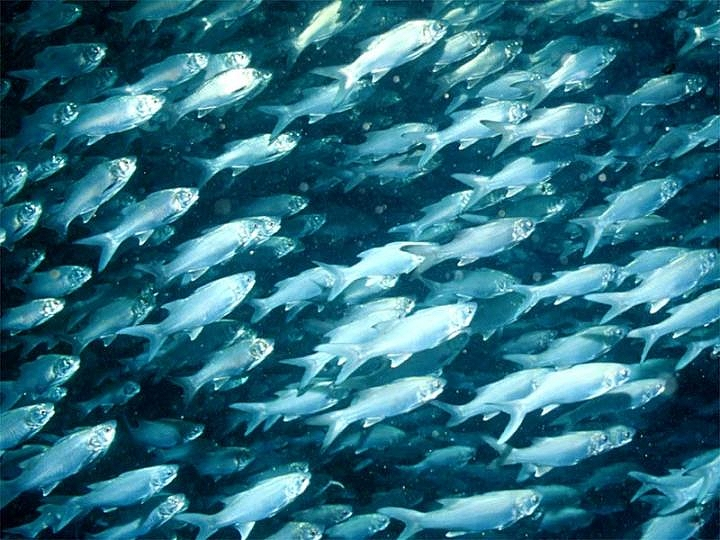
Alta polarità
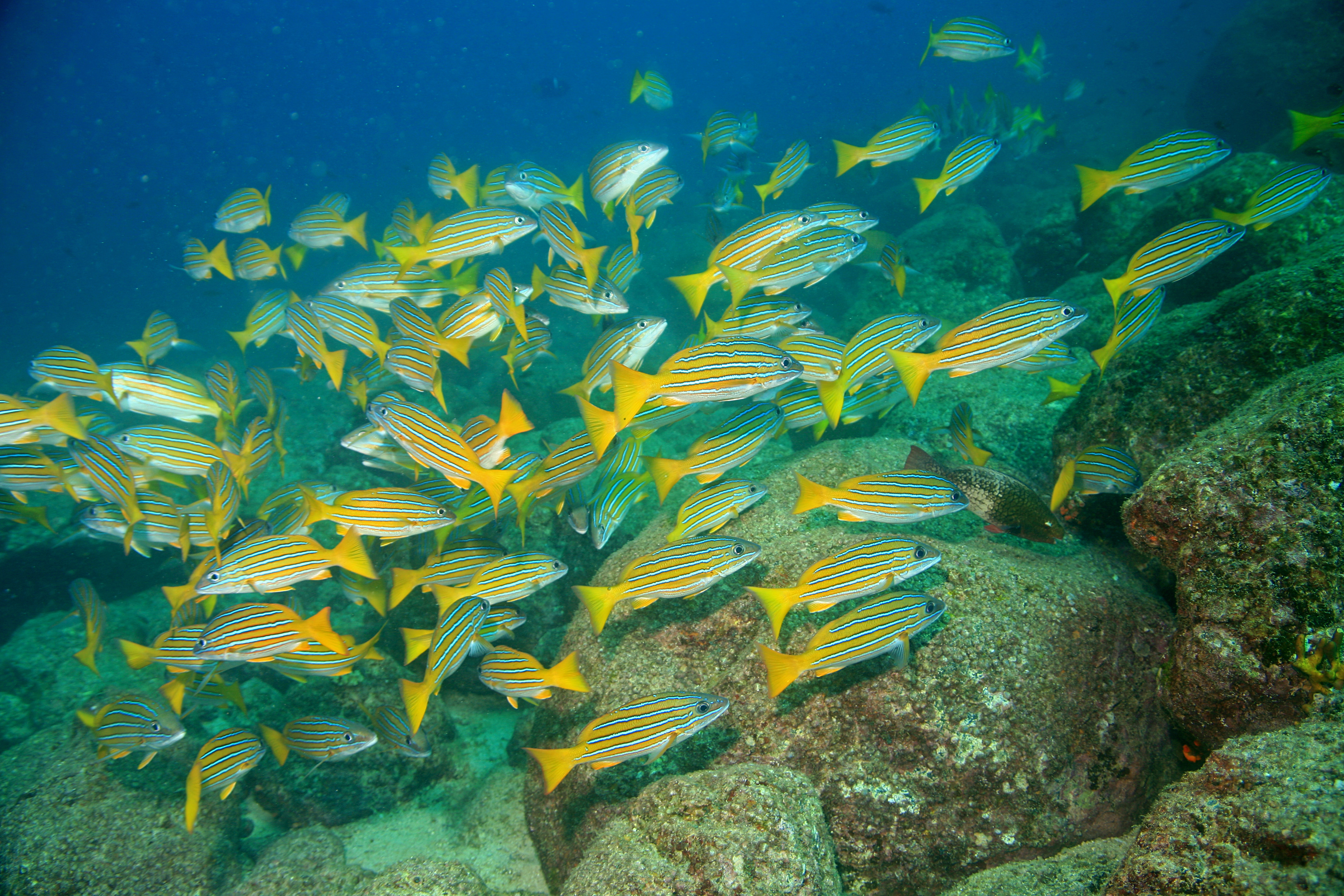
Bassa polarità

- distanza dal vicino più prossimo (nearest neighbour distance o NND): descrive la distanza tra il baricentro di un pesce (il "pesce focale") e il baricentro del pesce vicino al pesce focale, ed è legata alla densità. Questo parametro può essere trovato per ogni pesce del banco e calcolando poi la media. Maggiore attenzione va prestata calcolando questo dato nei pesci esterni, che hanno quindi un fianco privo di vicini. Nei banchi indicati come school la NND è di solito la metà o l'intero della lunghezza media di un pesce.
- posizione del vicino più prossimo: in un sistema di coordinate polari la posizione del vicino più prossimo descrive l'angolo e la distanza rispetto al un pesce focale.
- packing fraction: parametro mutuato dalla fisica per definire l'organizzazione (o stato: solido, liquido o gassoso) di un banco di pesci simulata in 3D; è una misura alternativa alla densità. In questa simulazione l'aggregazione è idealizzata come un insieme di sfere solide con ogni pesce al centro di una sfera. Il packing fraction è definito come il rapporto tra il volume totale occupato da tutte le singole sfere diviso per il volume globale di aggregazione. I valori vanno da zero ad uno, in cui una piccola frazione rappresenta un sistema diluito come un gas[8].
- densità condizionata integrata: questo parametro misura la densità a varie scale di lunghezza e descrivendo quindi l'omogeneità della densità in un banco[8].
- pair distribution function (PDF): questo parametro viene utilizzato in fisica per caratterizzare il grado di ordine spaziale in un sistema di particelle. Esso descrive anche la densità, ma in ambito ittiologico descrive la densità a una distanza da un determinato punto[8].